# Contractualisme
El contractualisme és un corrent de la filosofia política i del dret que té els seus orígens en el segle v aC. No és una doctrina política única o uniforme, sinó un conjunt d'idees amb un nexe comú, si bé extremadament adaptable a diferents contextos, el que explica la seua vitalitat i la seva capacitat per anar evolucionant i redefinint-se fins a l'actualitat. Com a teoria política és possiblement una de les més influents dels darrers tres-cents anys, configurant, en major o menor grau, l'estructura actual dels diferents estats i nacions. No s'ha de confondre amb la democràcia, ja que no totes les teories contractualistes defineixen models polítics democràtics. Tampoc s'ha de confondre amb el nacionalisme, perquè encara que tots dos moviments es poden considerar models polítics nuclears i ben bé simultanis dels estats moderns, expressen condicions diferents.
Fa referència a una família de teories polítiques en la tradició del contracte social. Entre els seus teòrics més representatius es troben Hugo Grotius (1625), Thomas Hobbes (1651), Samuel Pufendorf (1673), John Locke (1689), Jean-Jacques Rousseau (1762) i Immanuel Kant (1797); Més recentment, John Rawls (1971), David Gauthier (1986) i Philip Pettit (1997).

## Història del contractualisme modern
Fins al segle xvii, la literatura sobre l'organització social gira bàsicament, a entorn de la idea que el poder es justifica de manera natural (en Plató l'analogia ciutat-ésser humà) o apel·lant a instàncies religioses. D'aquesta manera més enllà de tot canvi circumstancial, els éssers humans viuen en societats ordenades i regulades conforme a certes regles que excedeixen a la seva capacitat de decisió. Així el senyor feudal o el rei ostenten el poder per una gràcia de naixement (la gràcia de Déu en les concepcions monàrquiques) on els esclaus ho són per naturalesa.
Si bé hi van haver intents precedents de trencar amb aquesta concepció, (com per exemple hem analitzat en els sofistes a l'antiga Grècia, que defensaven el convencionalisme i el relativisme, o per part de Guillem d'Ockham durant el s.XIV, o amb les teories pactistes medievals) la legitimació més acceptada eren les relacions de poder basades en regles invariables i prefixades per la tradició, la naturalesa o la voluntat divina, on la capacitat de decisió dels interessats era irrellevant.
Tanmateix amb l'adveniment de la modernitat, aquestes concepcions van anar canviant gradualment, fins al naixement, al llarg del segle xvii, d'una corrent determinant per la teoria política: el contractualisme. Tot i que no és una doctrina única i uniforme, i que no és difícil trobar-ne precedents, sí que presenta uns nexes comuns força interessants pel tema que ens ocupa: una mateixa estructura conceptual per analitzar l'origen, la naturalesa i la justificació del poder i l'organització social. Aquesta estructura es basa amb la construcció d'una ficció segons la qual el poder polític és producte d'un pacte que, adoptat a partir d'un estat de naturalesa inicial, funda un ordre social regulat per aquest mateix pacte.
Les raons d'aquest canvi han estat àmpliament estudiades i teoritzades; aquí es farà tan sols un breu repàs de les més rellevants, però sobretot ens detindrem a la darrera, ja que és el nucli embrionari del tema que volem desenvolupar.
1. Els canvis en l'ordre polític que sorgeixen a Europa. L'ordre social de l'antic Règim es caracteritzava per les relacions comunitàries de dependència. Per exemple la dependència que el vassall ofereix al senyor a canvi de protecció, rentes i treballs a canvi de terres, o obediència a canvi de protecció davant de la competència en el cas dels gremis professionals. El sistema resultant era de caràcter més o menys comunitarista i descentralitzat, tot i la forta tendència a l'acaparament de poder per part dels monarques, procés que es consolidarà a la Monarquia Absoluta. Davant d'això, els excedents agrícoles i la seva reinversió en sectors econòmics independents dels gremis tradicionals, va anar donant lloc gradualment a l'aparició d'una nova classe social: la burgesia. Aquesta es caracteritzava per la seva independència política i econòmica, fet que va començar a fer aflorar nous valors individualistes dins del pensament de l'època. L'augment, tant en nombre com en riquesa d'aquesta nova classe social va fer que les exigències en el canvi de les estructures polítiques cada cop prenguessin més força. Aquest fet culminà amb la Revolució Francesa de 1789.
2. En segon lloc hi ha els canvis en l'ordre geopolític. L'expansió de la cultura política occidental més enllà del continent europeu va tenir lloc a partir de l'arribada dels europeus al continent americà. Tanmateix, els processos d'emancipació de les possessions americanes, a finals del s. XVIII i a principis del SXIX, van fer necessari articular un nou model polític per aquells estats i nacions, ja que el model dinàstic monàrquic europeu es mostrava inservible per satisfer les noves realitats polítiques dels territoris recentment independitzats. Es va iniciar així un intens procés de reflexió entorn de quin hauria de ser el model polític. En aquest debat, el contractualisme va tenir un paper central, propiciant l'extensió del constitucionalisme. Els resultats d'aquestes transformacions van retornar al nou continent.
3. En tercer lloc la secularització. La lenta pèrdua de poder i d'influència de la religió cristiana i especialment l'erosió del Papat com a poder polític, va proporcionar l'abandonament de teories religioses que explicaven l'ordre social apel·lant a l'ordre sorgit de la Llei Divina. Si bé la influència de la religió cristiana va seguir tenint una forta presència en tots els àmbits, la burgesia cada cop tenia més força dins l'esfera política, envaint així un espai tradicionalment relegat al poder religiós.
4. En quart lloc, els ideals de la Il·lustració, dels que hem parlat en apartats anteriors. El moviment racionalista, els nous valors d'emancipació i autonomia personal, la Revolució Científica, l'inici de la Revolució Industrial i en general les transformacions ideològiques que van tenir lloc durant el s. XVIII van proporcionar la crisi de l'Antic Règim. El model de súbdit va ser substituït pel de ciutadà, dotat de Raó i drets, i inspirat pels ideals de l'individualisme, l'emancipació política i l'autonomia moral. Ja Descartes havia proclamat al s.XVII la independència epistemològica de l'individu (establint el subjecte com a criteri últim de veritat), tendència clausurada per Kant i el seu ideal d'autonomia moral com a clau de volta del moviment il·lustrat. El resultat de combinar totes aquestes tendències, juntament amb altres factors, va tenir com a conseqüència una crisi política producte d'una crítica social sense precedents, viscuda en cada territori a ritmes diferents en funció del context polític i econòmic, de manera revolucionària en alguns casos, de manera gradual en d'altres.

Així, en el nou fonament teòric de l'ordre social les teories basades en fonaments transcendents van anar perdent força en virtut del contractualisme.

## El contractualisme clàssic

### Hobbes
L'estructura bàsica del contractualisme va ser establerta pel filòsof anglès Thomas Hobbes. L'objectiu real del seu treball era justificar ideològicament la Monarquia Absoluta, però paradoxalment, la conseqüència de la seva anàlisi va ser totalment contrari a la seva intenció inicial, ja que va establir la base teòrica que portarà l'enderrocament d'aquesta forma de govern. Impressionat pels desordres de la Revolució Anglesa del 1642, va redactar la seva principal obra, El Leviatan, en la qual descriu de manera heurística sobre l'origen de l'estat. Si bé El Leviatan és una obra molt complexa, la seva tesi central s'articula en tres moments, una estructura formal que seguiran la resta de contractualistes:
En primer lloc descriu l'estat de Naturalesa, on Hobbes imagina com seria la vida dels éssers humans abans de l'aparició de la societat. Apel·lant a una concepció de l'ésser en què el caracteritza com a dominat per les seves passions i instints més animals, descriu l'estat de naturalesa com caracteritzat per la precarietat i la violència, ja que, si no existeix ni llei ni autoritat, res no és just ni injust, i tothom té dret a tot. D'aquesta manera regna la llei del més fort, i com que, tal com assenyala l'autor, els éssers humans són aproximadament iguals en força i maldat, hi ha una situació de "bellum omnium cotra omnes" (Tots contra tots) és a dir un estat permanent de guerra civil on la vida és breu i insuportable. Hobbes ho resumeix amb la cèlebre expressió llatina "homo homini lupus" (l'home és un llop per l'home).
Però com que els humans a part de malvats són intel·ligents, sorgeix la possibilitat de superar aquesta por constant que produeix la inseguretat d'aquesta situació: un pacte. Apareix aquí el segon moment, que es basa en el següent raonament: tots tenim poder (entenent poder com a força) i per això som capaços de fer mal als altres, i els altres a mi. En aquesta situació, si tots cedim el poder, s'acabarà la inseguretat i amb ella la por. Així neix una nova situació gràcies a un pacte consensuat: tots cedeixen el poder i aquest gran poder de tots ha de ser alhora el garant que no es retrocedeixi a la situació anterior. És important assenyalar que el pacte firmat és irrevocable, ja que a l'haver entregat tot el poder, també s'entrega la capacitat per trencar-lo.
D'aquest pacte neix el tercer moment: l'estat de societat. Un cop els individus han subscrit aquest pacte s'instaura la societat, que per Hobbes és equivalent a l'Estat. Aquest gran poder de tots en Hobbes es materialitza en un individu: el monarca, qui ha de garantir l'ordre la seguretat i la pau: queda així justificat el model de Monarquia absoluta.
Aquesta llòbrega concepció antropològica de l'home i el model de govern que se'n derivava era cada com més incompatible amb les transformacions polítiques de l'Europa del del s.XVII: La Monarquia Absoluta. Tanmateix, tota l'estructura del raonament de l'organització social, ja no fonamentada en la transcendència sinó en els mateixos individus i amb la seva capacitat per pactar, representa un canvi de visió de l'ésser humà que fonamenta la possibilitat de la Política entesa en sentit "modern".

### Locke
Aquest mateix esquema formal va ser utilitzat per John Locke, (1632-1704) que va arribar a conclusions totalment contràries a les de Hobbes i va establir les bases d'un estat liberal. Tota la seva filosofia política parteix de la idea d'una llei natural: alhora llei de Déu i de la raó, que governa la natura i és, al mateix temps, la llei moral a la qual està sotmès l'home; l'home està capacitat per comprendre els seus deures morals i el compliment d'aquests és, per aquest, raonable. Els deures/drets morals a què obliga la llei natural són: la vida, la llibertat i la propietat. Aquests drets/deures existeixen ja en l'estat de natura que l'home es troba abans d'iniciar la vida en un Estat polític, i els elements bàsics del qual són la llibertat i la igualtat; l'home raonable així ho comprèn i admet ambdues, però la seva situació de mera natura -malgrat no ser un estat de guerra de tots contra tots, com en Hobbes- no assegura que aquests drets i deures s'aconsegueixin. Per aquesta raó, els homes desitgen viure en una societat on el dret a la vida, a la llibertat i a la propietat estigui garantit a través de l'existència d'un «sistema jurídic i judicial».
Davant de la poca garantia que hi ha del compliment dels seus drets en l'estat natural, els homes decideixen fer un pacte i cedir els seus drets a un sobirà (o grup de sobirans), però tenint en compte que tal cessió no és perpètua ni irrevocable: en cas que el sobirà no compleixi amb els límits del pacte els ciutadans no tenen tan sols el dret, sinó l'obligació de revelar-se.
Es passa així, de la societat natural a la civil per consens. Els homes s'uneixen en societat, no per escapar, com en Hobbes, a l'amenaça de mort, sinó portats per la llibertat que senten i volen protegir, perquè la veuen amenaçada: els homes lliures, iguals i independents es tornen ciutadans per decisió pròpia, per consentiment o per convenció, accepten als altres com associats per salvaguardar les seves vides, les seves llibertats i les seves propietats. Es pot identificar, tant en aquesta idea de pacte com d'individu, l'origen del que posteriorment es passarà a anomenar-se democràcia liberal, on els individus escullen els seus governants alhora que aquests tenen la missió de garantir l'ordre social.

### Rousseau
Jean-Jacques Rousseau, també pren de Hobbes la mateixa estructura conceptual, però, com Locke, partint d'una visió molt diferent, i arribant a una conclusió totalment oposada. Així, per Rousseau, l'Estat de Naturalesa, lluny d'ésser una guerra civil permanent, es caracteritza per la bondat llibertat i igualtat de la que són partícips els individus. Els éssers humans viuen en una mena d'innocència originària (reflectida en el mite del Bon Salvatge) just fins que la progressiva constitució de la societat, i sobretot la de propietat, porta als humans a convertir-se en egoistes i dolents.
D'aquesta manera la societat, si bé és cert que garanteix certes necessitats bàsiques, també els evoca a una competència entre ells que els acaba corrompent. Tanmateix, un cop abandonat l'estat d'innocència original, és impossible tornar endarrere, i només un acord entre ciutadans pot arribar a mitigar les negatives conseqüències a les que ha portat la societat corruptora: neix així la necessitat d'un contracte social. Aquest consisteix en l'eliminació de l'egoisme individualista mitjançant la submissió de cada ciutadà a la voluntat general, unànime i assembleària. El que Rousseau està proposant aquí és el que actualment entendríem com a democràcia directa o assembleària.

## El contractualisme contemporani
El contractualisme clàssic centrava les seves investigacions a formular hipòtesis de la gènesi de la societat, tant si aquest és considerat com a realitat històrica com a mera hipòtesi explicativa. El contractualisme contemporani ja no s'interessa per un desenvolupament d'un procés temporal que expliqui l'origen de la societat, sinó que, integrant el formalisme kantià i les teories de la filosofia del llenguatge, l'interès del contractualisme contemporani és analitzar la lògica interna dels processos de presa de decisions i d'una manera més clarament directa, l'exercici del poder en relació als conflictes d'interessos. D'aquesta manera, l'objecte d'estudi ja no és tant les explicacions de per què s'arriba al pacte, sinó la manera com aquest contracte s'elabora.